# 양주 석굴암 석조나한상
양주 석굴암 석조나한상은 대한민국 경기도 양주시 장흥면 석굴암에 있는 조선시대의 나한상이다. 2011년 3월 8일 경기도의 문화재자료 제1호로 지정되었다.

## 개요
양주시 장흥면 교현리 석굴암 나한전 중앙 수미단에 봉안되어 있는 조선 후기의 불상이다. 『봉선사 본말사지(奉先寺本末寺誌)』 고적편(1873)에 한봉창엽(漢峰瑲曄)과 금곡영환(金谷永煥)이 제작하였다고 언급되어 있다.
높이 60cm의 나한상이다. 자세는 오른발을 왼쪽 무릎 위로 올린 길상좌(吉祥坐)이며, 수인은 결가부좌(結跏趺坐)한 다리 위에 오른손을 위로 하고, 왼손은 아래로 한 선정인(禪定印)을 하고 있다. 얼굴은 둥근 형태로 가는 눈과 뭉뚝한 코를 가지고 있으며, 입술은 꼬리를 살짝 올려 미소를 머금은 듯하다. 머리는 승형(僧形)으로 나한상의 전형적인 모습을 보여 주고 있다.
양어깨에는 가사(袈裟)가 둘려져 있고, 대의 안에는 복견의(覆肩衣)를 입고 있다. 대의 깃 안쪽에는 수평 형태의 묶음띠가 가슴까지 올라와 있는 내의가 단정해 보인다. 얼굴과 손발은 호분(胡粉)으로 칠해져 있고, 대의는 옻칠이 두껍게 되어 있다. 어깨는 빈약하고 어깨에 비해 머리가 큰 편이며, 무릎 높이가 상체에 비해 높은 편이다. 뒷면은 왼쪽 어깨에 전면에서 넘어온 대의 자락이 길게 덮여 있다. 불상 바닥 면에 복장구가 마련되어 있다.
양주 석굴암 석조나한상은 사적기를 통해 제작연대와 작가를 알 수 있는 작품이다. 전국 사찰에 산재한 석조 불상 가운데 19세기 후반에 불화승이 제작한 기년명 불상으로 보존상태가 양호하며, 조선시대 불교 조각사 연구에 중요한 자료로 평가된다.

## 참고 문헌
- 석조나한상 - 국가유산청 국가유산포털
- 양주 석굴암 석조나한상[깨진 링크(과거 내용 찾기)] - 양주시 문화관광